# Turac unicolor
El turac unicolor o turac concolor (Corythaixoides concolor) és una espècie d'ocell de la família dels musofàgids (Musophagidae) que habita sabanes i boscos de l'Àfrica Meridional, des d'Angola, sud de Tanzània i sud de la República Democràtica del Congo, cap al sud fins al sud de Namíbia i nord-est de Sud-àfrica.